# Victoria Otero
María Victoria Otero Espinar (Lugo, 1962) es una matemática española que desde enero de 2025 desempeña como presidenta de la Real Sociedad Matemática Española.

## Trayectoria
Licenciada en Matemáticas por la Universidad de Santiago de Compostela (USC), Otero completó su formación investigando en centros de Estados Unidos y de Francia. En 1992, finalizó su doctorado sobre sistemas dinámicos discretos en la USC bajo la supervisión de Charles Tresser (Universidad de Niza Sophia Antipolis y Centro de Investigación IBM en Nueva York) y de Fernando Costal Pereira.
Es catedrática de Análisis Matemático en el Departamento de Estadística, Análisis Matemático y Optimización de la USC e investigadora del Centro de Investigación y Tecnología Matemática de Galicia (CITMAga). En 1989 fue Academic Visitor en el IBM Research, Thomas J. Watson Research Center en Yorktown Heights, New York. Además, ha sido Vicerrectora de Titulaciones de la USC. Ha participado en más de 40 proyectos de I+D financiados en convocatorias públicas europeas, nacionales o autonómicas y es autora de más de 50 artículos científicos en revistas incluidas en la publicación especializada Journal Citation Reports (JCR). Colabora con investigadores de la USC y con especialistas internacionales como Ravi Agarwal (Florida Institute of Technology), Hyman Bass (Universidad de Columbia) o Paul Glendinning (Cambridge University).
Otero fue decana de la Facultad de Matemáticas de la USC entre 2009 y 2017, y durante su mandato, el centro logró reconocimiento a nivel mundial posicionándose en el puesto 51-75 del Ranking de Shanghái en investigación matemática, y en el 25º puesto mundial en el Ranking Leiden de la especialidad de matemáticas. Además, durante ese periodo, el personal investigador de la Facultad de Matemáticas obtuvo premios como el John Chambers Statistical Software, reconocimiento al diseño de programas estadísticos novedosos para facilitar el análisis, visualización y manipulación de datos, el premio a la mejor investigadora novel en la XIV Conferencia Española de Biometría, o el reconocimiento Bernd Aulbach que concede la Sociedad Internacional para las Ecuaciones Diferenciales.
Entre 2007 y 2019, Otero presidió la Comisión Profesional de la Real Sociedad Matemática Española. De 2010 y 2014 fue presidenta del Colegio de Decanos y Directores de centros de la USC. En 2016 fue nombrada presidenta de la Comisión RSME-RAE y ese mismo año, y hasta 2017, presidió la Conferencia de Decanos de Matemáticas. En 2022 fue nombrada vicepresidenta primera de la Real Sociedad Matemática Española. En 2025, se convirtió en Presidenta.

## Reconocimientos
En 2015, las redacciones del Grupo Correo Gallego reconocieron unánimemente la trayectoria y el trabajo de Otero al frente de la Facultad de Matemáticas de la USC por lo que ingresó en el club Gallegos del Año.
Otero Espinar recibió la Medalla del Concello de Ames (La Coruña) en el acto del Día de Galicia 2022.
Durante su mandato como decana, la Facultad de Matemáticas de la USC recibió el premio SERenidade de Radio Galicia-Cadena SER  en 2015.